# Mamma Togni
Mamma Togni è un monologo drammatico di Dario Fo e Franca Rame, ambientato nel secondo dopoguerra a Montù Beccaria in provincia di Pavia.
Il monologo è un omaggio a Giuseppina Modena (nota come Mamma Togni), partigiana medaglia d'oro della Resistenza italiana, che durante la seconda guerra mondiale perse il marito e il figlio ventiduenne Lorenzo Togni, al quale venne intitolata una brigata garibaldina partigiana. Il 9 aprile 1972, durante la campagna elettorale per le elezioni politiche del 1972, la donna interruppe un comizio del deputato missino Franco Servello, colpendolo col bastone da passeggio: per questo la donna venne tratta in arresto insieme ad altre otto persone (tra cui Rinaldo Nalli e Luigi Pastorelli, rispettivamente consiglieri comunali del PSI e del PCI) e processata, ma alla fine venne assolta nel 1976.
Venne rappresentato per la prima volta in piazza a Pavia il 25 aprile 1972, interpretato da Franca Rame, e poi pubblicato da Einaudi nell'opera Guerra di popolo in Cile del 1973 e in Vorrei morire anche stasera se dovessi pensare che non è servito a niente. Il monologo venne recitato da Franca Rame anche il 31 dicembre 1975 in piazza del Duomo a Milano.

## Trama
Mamma Togni è una settantenne ex infermiera partigiana leggendaria della colline dell'Appennino dell'Oltrepò pavese. Un giorno viene avvisata da alcuni ragazzi che il senatore missino Franco Servello stava tenendo un comizio politico nella piazza di Montù Beccaria, dove durante la seconda guerra mondiale i fascisti avevano ammazzato 14 partigiani davanti agli occhi delle loro madri.
Giunta di corsa davanti al palco del comizio nonostante i suoi 90 chili, Mamma Togni sfodera il proprio bastone e colpisce il microfono e poi il ginocchio del politico e dandogli del fascista.
Il capitano dei carabinieri tenta di fermare il disturbo di Mamma Togni, la quale ribadisce che non può tollerare la presenza di un fascista in qual luogo, dato che i fascisti le hanno ammazzato il figlio. Si avvicinano undici ragazzi che seguivano la scena dai portici della piazza, ma vengono caricati e picchiati a sangue da carabinieri senza motivo e infine arrestati e infine caricati su una camionetta.
Mamma Togni, insieme ad un assessore comunista, corre verso la caserma per parlare con il questore e raccontare come si sia svolta l'intera faccenda, ma il maresciallo si mette di mezzo e ad un certo punto cade fingendo di essere stato colpito. Arrivano cinquanta carabinieri che iniziano a manganellare l'assessore e Mamma Togni, che vengono arrestati e processati per direttissima, mentre fuori della caserma arrivano i cittadini del paese per chiedere la liberazione di Mamma Togni.
Il processo si svolge in maniera farsesca, con il giudice che cerca in ogni modo di evitare la condanna per Mamma Togni, la quale invece con orgoglio afferma di essere andata di proposito in piazza a tirare una bastonata al senatore Servello al grido di "fascisti porci". Il giudice comunque non se la sente di continuare il processa e fa liberare tutti: è una grande festa, simile alla Liberazione.
Mamma Togni ricorda la guerra, quando salvò dal grande rastrellamento dell'inverno 1944-1945 ben 32 ragazzi feriti, sistemandoli in una cascina e sfamandoli ogni giorno, con le buone (ricevendo l'aiuto di contadini e montanari) o con le cattive (rapinando i benestanti con la sua pistola P38). Un giorno giunse la notizia che il figlio Enzo Togni era stato ucciso il 18 settembre 1944 a Varzi dai "briganti neri". Rivolgendosi ai suoi ragazzi, l'infermiera dice loro che, non avendo più nessuno, da adesso sarebbe diventata la mamma di tutti: Mamma Togni.
Il monologo si conclude con Mamma Togni che, rispondendo a chi le dice di non mettersi più in mezzo, perché ormai vecchia e il suo dovere lo aveva già fatto, dice che finché ci saranno intorno gli assassini fascisti, si deve andare in piazza a raccontare ai giovani cosa è successo durante la guerra. Mentre è vecchio solo chi rinuncia a lottare, rimanendo a casa al calduccio con una berretta imprestata dalla Democrazia Cristiana di Amintore Fanfani e Giulio Andreotti.